# Nader Joudat Aghdam
Nader Joudat Aghdam est un karatéka iranien surtout connu pour avoir remporté le titre de champion d'Asie en kumite individuel masculin moins 80 kilos aux championnats d'Asie de karaté 2005 puis en kumite individuel masculin moins 75 kilos aux championnats d'Asie de karaté 2007.

## Résultats
| Résultat      | Date         | Épreuve                   | Catégorie | Compétition              | Ville hôte                              |
| ------------- | ------------ | ------------------------- | --------- | ------------------------ | --------------------------------------- |
| Médaille d'or | Mai 2005     | Kumite individuel - 80 kg | Seniors   | Championnats d'Asie 2005 | Macao, en République populaire de Chine |
| Médaille d'or | 24 août 2007 | Kumite individuel - 75 kg | Seniors   | Championnats d'Asie 2007 | Nilai, en Malaisie                      |